# Lepidaploa fournetii
Lepidaploa fournetii là một loài thực vật có hoa trong họ Cúc. Loài này được (H.Rob. & B.Kahn) H.Rob. mô tả khoa học đầu tiên năm 1990.